# 劉真 (藝人)
劉真（1975年6月9日—2020年3月22日），父親為外商公司主管，新民小學畢業，崇光女中畢業，師大附中畢業，國立政治大學俄國語文學系畢業。台灣舞蹈老師、主持人。有「國標舞女王」之稱。生前除了興趣跳舞外，亦喜好蒐集名牌包包、鞋子等。

## 生平
劉真籍貫北平市，父親為外商公司主管。從小學開始跳芭蕾舞，共十二年，奠定她的舞蹈基礎。十八歲時，開始學習國際標準舞。大學聯考第一志願是政大新聞系，但因錄取分數不足而選擇政大俄文系。大學二年級時，嘗試申請轉入新聞系但仍失利，最後畢業於俄文系。大學畢業後，聽取父母親的意見，考進美國銀行。
劉真在23歲時，決定朝自己最有興趣的舞蹈領域發展，多次參加小規模舞蹈比賽，皆有亮眼成績，漸漸在舞蹈界業餘組別嶄露頭角，後來與劉懿珊、陳以仁合組「Very Three」（非常甜美眉），為高凌風伴舞而踏入演藝圈。劉真擅長跳拉丁舞，在台灣有「亞洲拉丁舞后」之稱，除表演和教授舞蹈外，亦有主持節目、戲劇演出、廣告代言等作品；其中，她與主持人吳宗憲共同主持中視談話性節目《愛上九點半》，是第一次主持節目。

### 逝世
2020年2月7日，劉真因心臟主動脈瓣狹窄接受傳統主動脈瓣膜置換手術，由於心臟功能恢復不良，先後置放葉克膜及右冠狀動脈支架；後續因心臟功能遲未恢復，於2月13日裝置心室輔助器。2月下旬及3月初，先後發生腦部栓塞與出血，造成腦壓上升之故而進行開顱手術減壓；術後雖一度有起色，但仍因腦壓過高，於3月22日晚上22時22分病逝於臺北榮民總醫院，享年44歲。同年3月30日，火化後暫厝新北市三芝區龍巖真龍殿生命紀念館。告別式原預定於4月22日舉行，後因2019冠状病毒病疫情關係而取消。

## 獲獎與榮譽

### 舞蹈
| 年份   | 參賽                               | 結果 |
| ------ | ---------------------------------- | ---- |
| 2000年 | BDFI國際標準舞公開賽職業新星拉丁舞 | 冠軍 |
| 2001年 | 秋季聯合盃拉丁舞                   | 冠軍 |
| 2002年 | 亞太區國際標準舞公開賽國家代表隊   |      |
| 2002年 | 美國Star Ball摩登舞                | 冠軍 |

## 作品節選

### 電視劇演出
| 年份   | 頻道 | 劇名                                  | 飾演   |
| 2003年 | 華視 | 《 愛、謊言、配偶欄 ~真愛真情真女人》 | 汪晴   |
| 2005年 | 公視 | 《住左邊住右邊》                      | Kevin  |
| 2005年 | 中視 | 《他愛江山我愛美人》                  | 窅娘   |
| 2005年 | 中視 | 《貞觀之治》                          | 琵琶女 |
| 2010年 | 台視 | 《我的完美男人》                      | 李黛西 |
| 2017年 | 民視 | 《幸福來了》                          | 劉真   |

### 電影演出
| 年份 | 片名           | 飾演       |
| 2013 | 聽見下雨的聲音 | 文化節評審 |
| 2013 | 半熟少女       | 指導老師   |

### MV演出
- 2013年 – 林凡洪敬堯〈愛是最美的事情〉
- 2013年 – 辛隆〈我就是愛〉

### 電視主持
| 頻道       | 節目               | 備註                                                                             |
| 中視       | 《愛上九點半》     | 主持搭檔吳宗憲（每週一至週三晚間九點半至十點半播出，2006年8月31日停播）          |
| 台視       | 《少年特攻隊》     | 主持搭檔孫協志（〈超級舞林大會〉單元）                                           |
| 年代MUCH台 | 《戀愛攝影棚》     | 主持搭檔徐乃麟（每週一至週三晚間十一點整至十二點整播出，2006年10月停播）         |
| 華視       | 《快樂有go正》     | 主持搭檔謝震武、楊千霈、JR、Gino（每週六晚間八點至十點播出，2008年12月20日停播） |
| 華視       | 《全民快樂有go正》 | 主持搭檔謝震武、唐從聖（每週六晚間八點至十點播出，2010年6月11日停播）            |

### 專輯
2001年1月：《阿里巴巴》。高凌風、Very three（劉真、陳以仁、劉懿珊）

### 著作
- 劉真. . 布克文化. 2004-05-10. ISBN 9789572880678.
- 劉真. . 御女王. 2007-11. ISBN 9789868390706.
- 劉真. . 御女王. 2008-08. ISBN 9789868390751.
- 劉真. . 御女王. 2009-04-01. ISBN 9789868390775.
- 劉真. . 御女王. 2009-04-01. ISBN 9789868390768.
- 劉真. . 御女王. 2009-11-01. ISBN 9789868390744.
- 劉真. . 御女王. 2009-11-01. ISBN 9789868390737.
- 劉真. . 聯合文學. 2011-11-14. ISBN 9789575229597.
- 劉真. . 台聖多媒體. 2012-08-24. 4714102498141.
- 劉真. . 時報文化. 2014-07-07. ISBN 9789571360119.
- 劉真. . 時報文化. 2016-12-20. ISBN 9789571368443.

### 廣告代言
- 蕾黛絲 – 靠過來 好角度內衣
- 蕾黛絲 – 真水胸罩
- 蕾黛絲 – 靠過來 雙胞月牙胸罩
- 蕾黛絲 – 靠過來 不許動胸罩
- 涵沛 – 2014年代言人
- 遠紅外線全腿桑拿機
- 台酒生技 – 2017品牌大使

## 個人生活
2014年5月17日，劉真偕辛龍前往戶政事務所登記結婚；同年6月9日在夏威夷歐胡島「Ocean Crystal」小禮拜堂舉行婚禮。2016年2月5日，劉真剖腹產產下女兒「霓霓」。

## 外部連結
- 劉真 Serena Liu的Facebook專頁
- 劉真的Instagram帳戶
- 劉真的新浪微博
- 劉真在香港影庫上的簡介
- 劉真在豆瓣上的资料（简体中文）
- 劉真在时光网上的簡介（简体中文）
- YouTube上的劉真美麗說頻道

Cat0egory:6月9日出生